# Tribunal Administratiu de l'Esport
El Tribunal Administratiu de l'Esport (en castellà Tribunal Administrativo del Deporte, en sigles TAD) és un òrgan col·legiat espanyol amb competències sobre l'esport. Fou creat el 2013 com a entitat independent adscrita al Consell Superior d'Esports, en subtitució del Comitè Espanyol de Disciplina Esportiva i de la Junta de Garanties Electorals.
El TAD té com a funcions decidir en via administrativa i en última instància diverses qüestions disciplinàries esportives, tramitar i resoldre expedients disciplinaris, en última instància administrativa, a requeriment del CSD, i vetllar, de forma immediata i en última instància administrativa, per les garanties electorals en l'elecció dels òrgans de govern de les federacions esportives.

## Història
La Llei 10/1990, de l'esport, va regular com a òrgans adscrits al CSD el Comitè Espanyol de Disciplina Esportiva i la Junta de Garanties Electorals. L'any 2013, la Llei orgànica 3/2013, de protecció de la salut de l'esportista i lluita contra el dopatge en l'activitat esportiva, va crear el Tribunal Esportiu de l'Esport, al qual corresponen les funcions exercides pel CEDD i la JGE fins al moment. Un reial decret del 31 de gener de 2014 en desenvolupà la composició, organització i funcions. L'actual Llei 39/2022, de l'esport, regula el Tribunal Administratiu de l'Esport en l'article 120, reduint-ne les competències i remitint la major part del seu contingut a reglamentacions posteriors.

## Composició
El Tribunal Administratiu de l'Esport es compon de set membres (quatre a proposta del CSD i tres a proposta de les federacions esportives) graduats o llicenciats en Dret, els quals trien un president entre ells. El president és assistit per un secretari, designat pel president del CSD.
En agost de 2023, els membres del TAD eren Francisco de Miguel Pajuelo (president), Guillermo de Blas Bados (secretari), Eva Fernández, Pilar Juárez, Alfonso Ramos del Molins, Marina Adela Porta Serrano i Jaime Caravaca (vocals).